# Yalta (Donetsk)
Yalta (en ucraniano: Ялта; en ruso: Ялта) es un asentamiento de tipo urbano ucraniano perteneciente al óblast de Donetsk. Situado en el este del país, hasta 2020 estaba dentro del raión de Mánjush, pero actualmente es parte del raión de Mariúpol y parte del municipio (hromada) de Mánjush.
El asentamiento está ocupado por Rusia desde marzo de 2022 en el marco de la invasión rusa de Ucrania. 

## Geografía
Yalta se encuentra en la desembocadura del riachuelo Mokra Bilosarayka en la bahía de Milosarayka del mar de Azov, 13 km al sur de Mánjush y 119 km al suroeste de Donetsk.

### Clima
En Yalta, prevalece el clima continental, que se suaviza por la influencia del Mar de Azov. El verano siempre es caluroso. El agua del mar se calienta muy rápidamente y alcanza los 20-22 °C ya a mediados de mayo, y los 26-28 °C en julio-agosto. La cantidad de precipitación es de 380 mm por año.

## Historia
Cerca del pueblo de Yalta, en uno de los túmulos funerarios del grupo Komyshevatka de la Edad del Bronce, se encontró el esqueleto de un hombre antiguo de 2 metros de altura. También se encontraron platos que pertenecen a la cultura de Srubna.
Yalta fue fundada en 1780 por órdenes de la zarina Catalina II de Rusia, habitada principalmente con griegos pónticos procedentes de la ciudad de Yalta (Crimea). La principal ocupación de los habitantes de Yalta era la agricultura, la ganadería y la pesca. En 1876, se abrió por primera vez en Yalta una escuela parroquial de dos clases en ruso. Los primeros profesores no sabían griego y los alumnos no sabían ruso. Antes de eso, cuatro generaciones en Yalta nacieron y fallecieron analfabetos.
A Yalta se le otorgó el estatus de asentamiento de tipo urbano en 1969.
A principios del siglo XXI, Yalta se convierte la perla del mar de Azov por su desarrollo socioeconómico exitoso, al convertirse en un importante centro de turismo y recreación. Además, se estudia activamente el idioma griego moderno, preserva y desarrolla la cultura y las tradiciones griegas en Yalta.
En marzo de 2022, durante la invasión rusa de Ucrania, Yalta fue tomada y pasó a ser administrada por la autoproclamada República Popular de Donetsk.

## Demografía
La evolución de la población de Yalta entre 1859 y 2022 fue la siguiente:
| 2204                                                          | 5853 | 5535 | 5232 | 5798 | 5540 | 5321 | 5278 | 5159 | 4987 | 4700 |
| (Fuente: Cities & Towns of Ukraine y UKRAINE: Größere Städte) |      |      |      |      |      |      |      |      |      |      |

Según el censo de 2001, la lengua materna de la mayoría de los habitantes, el 93,79%, es el ruso; del 4,17% es el ucraniano y del 1,54%, el griego.

## Economía
Yalta es un resort marítimo de importancia regional, con más de 65 centros recreativos y pensiones, una gran cantidad de campamentos de salud para niños y un gran número de casas de campo privadas.

## Personas ilustres
- Viktor Chorni (1968): político ucraniano por Plataforma de Oposición - Por la Vida.
- Iván Karabits (1945-2002): compositor y director de orquesta soviético ucraniano.

## Galería

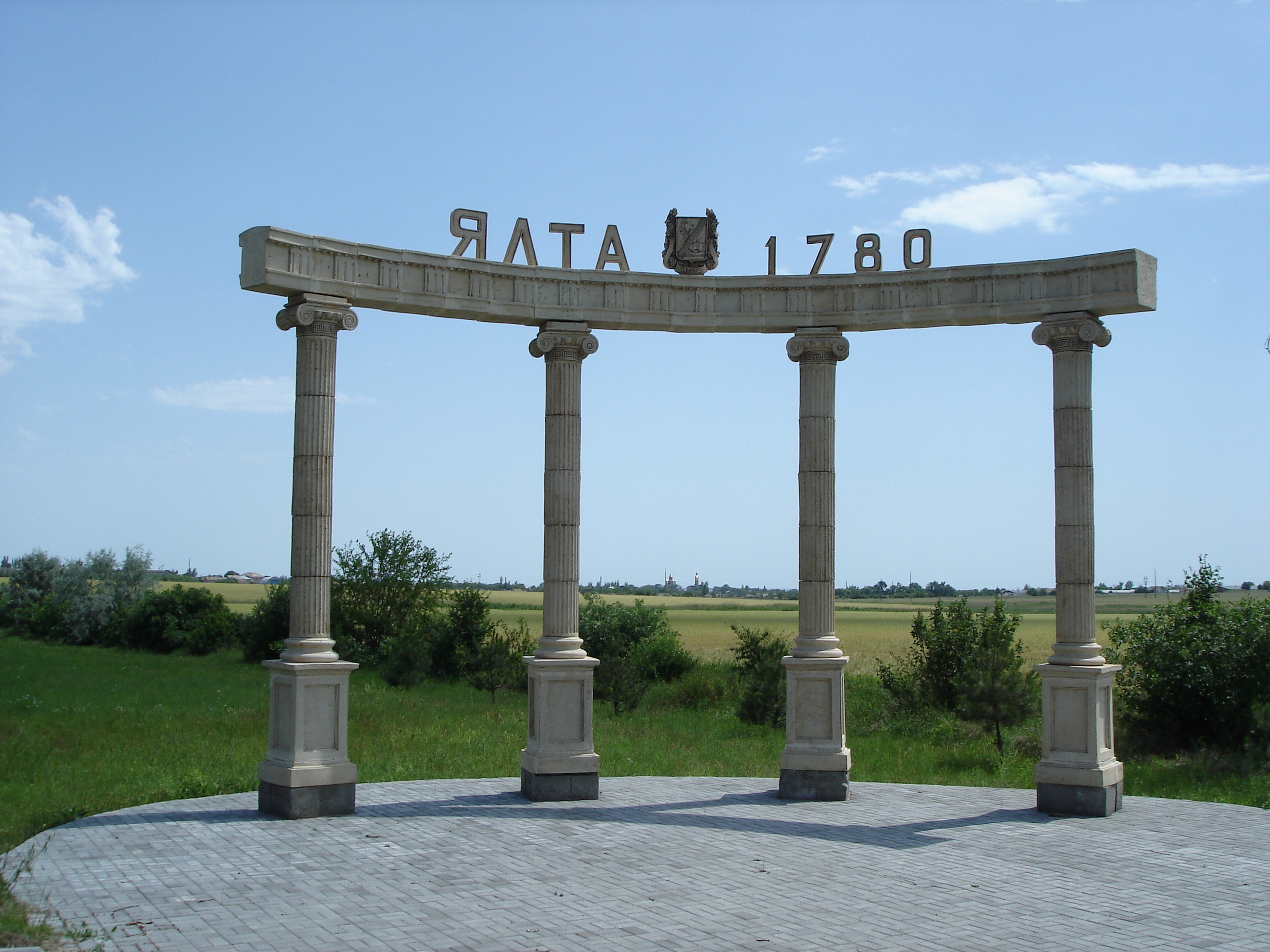
Arco de entrada a Yalta
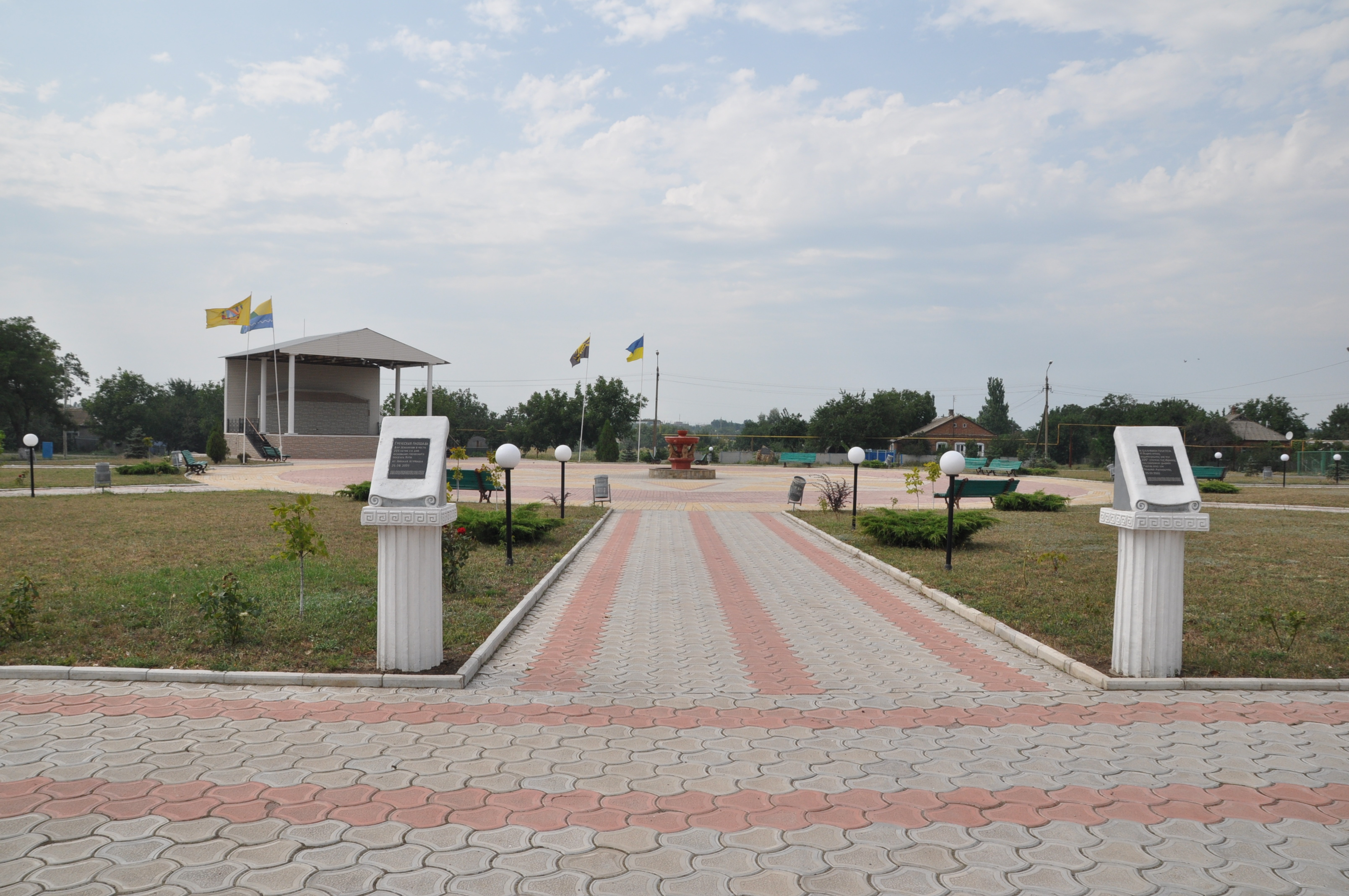
Plaza central de Yalta
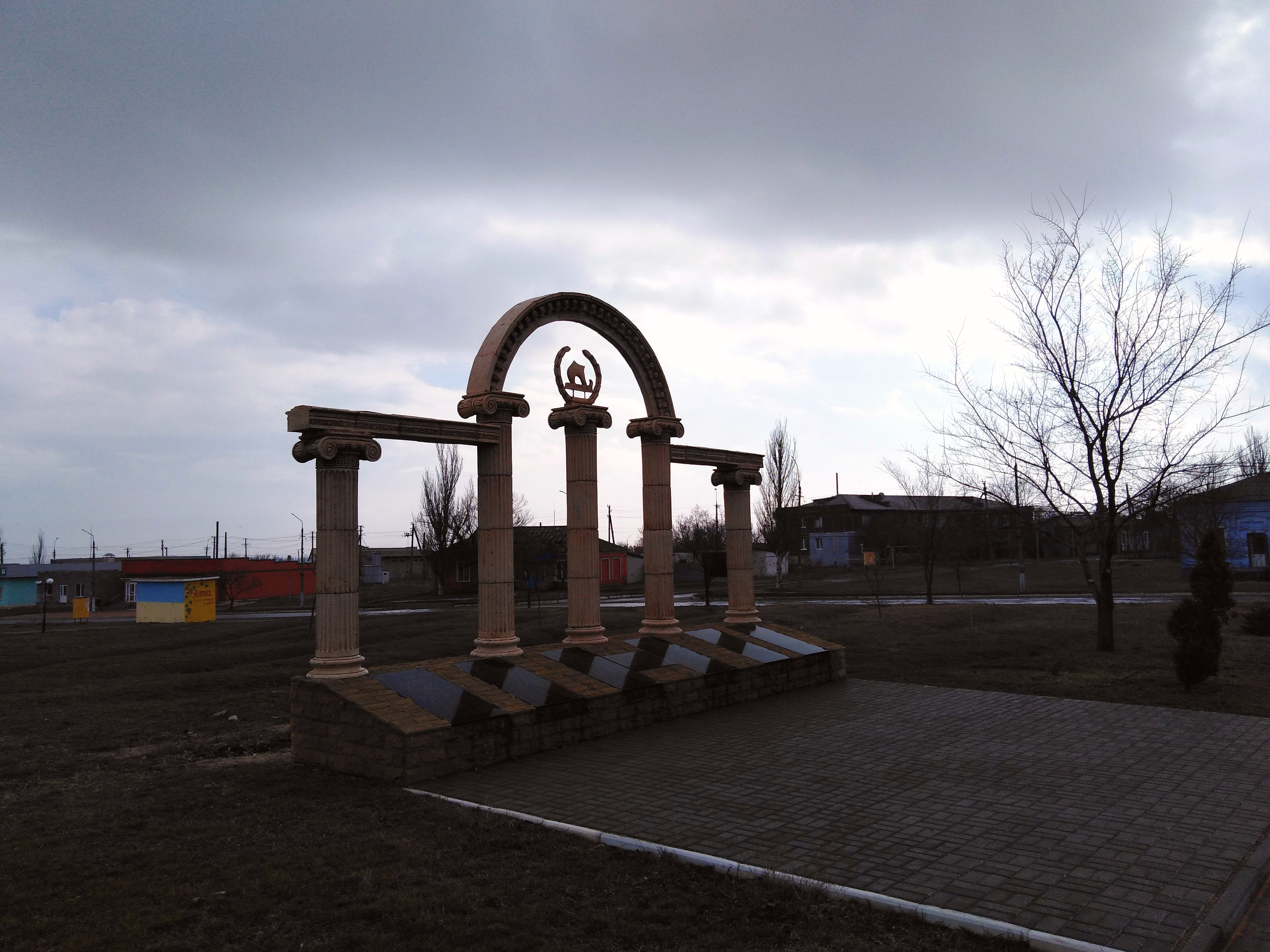
Plaza griega de Yalta
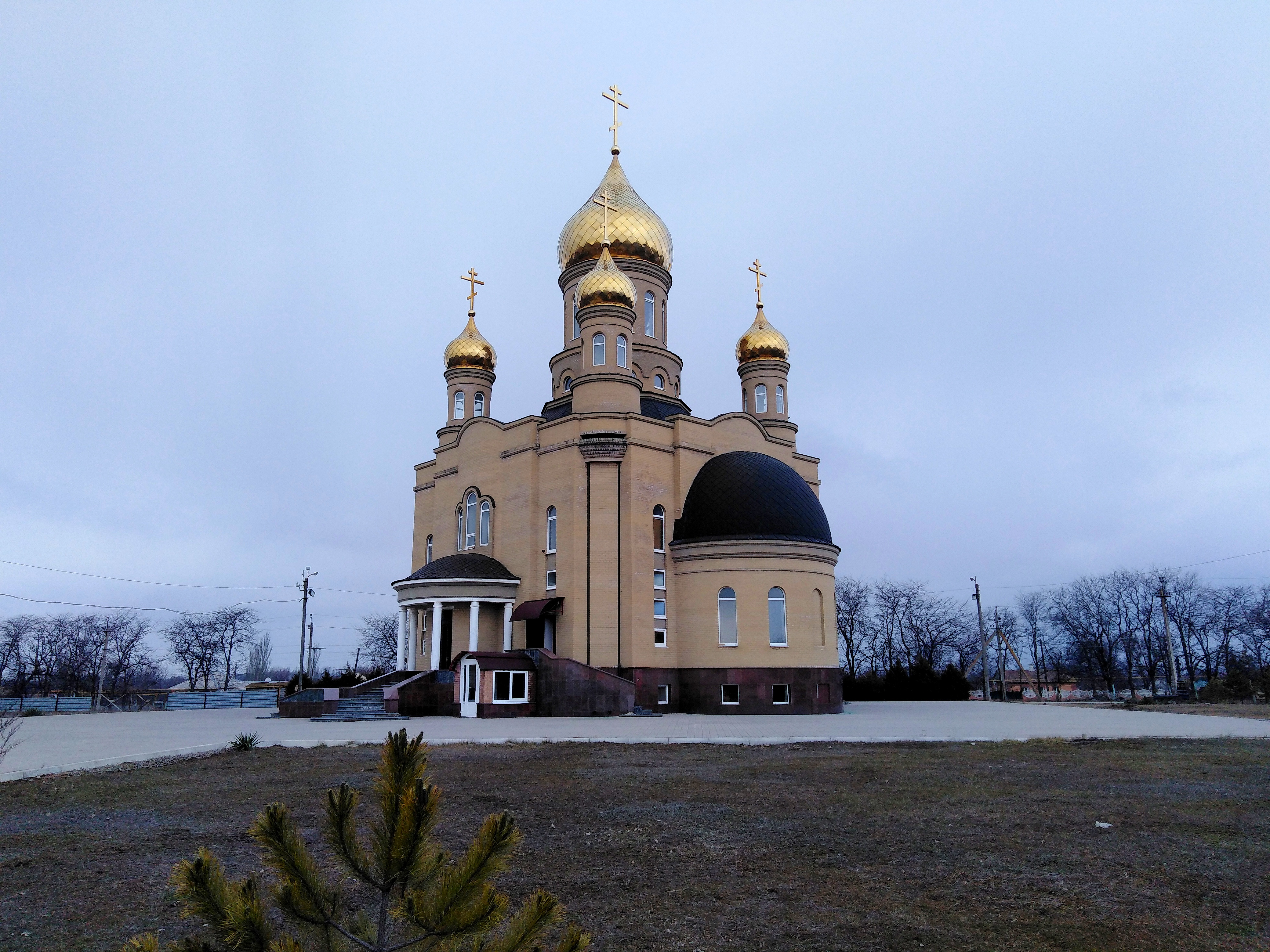
Iglesia de Yalta
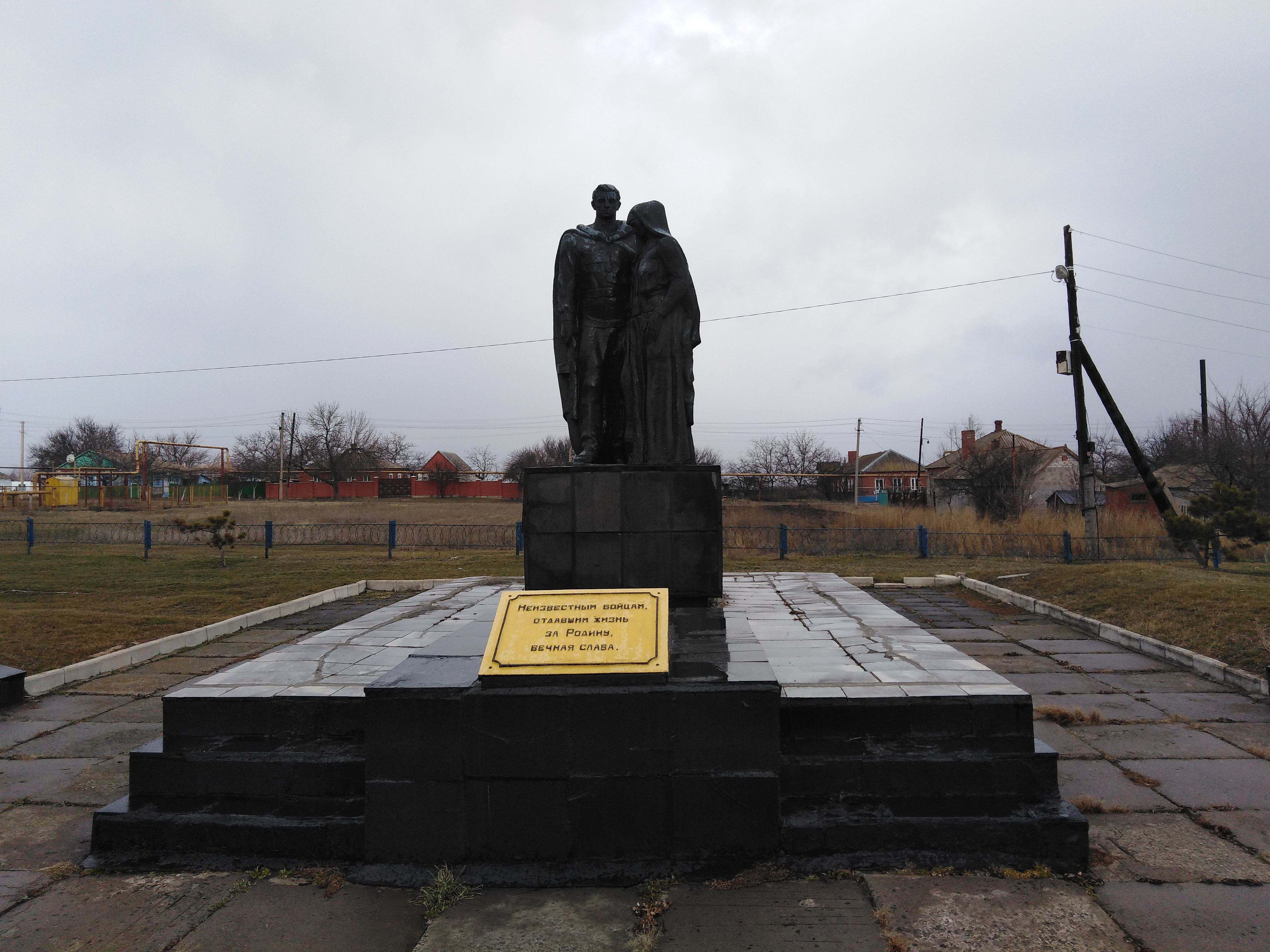
Memorial soviético de Yalta